# La Dent bleue
La Dent bleue est le septième tome de la série de bande dessinée Les Mondes de Thorgal - La Jeunesse, dont le scénario a été écrit par Yann et les dessins et couleurs réalisés par Roman Surzhenko. L'album fait partie d'une série spin-off qui suit les aventures du jeune Thorgal avant la série principale éponyme.

## Synopsis
Thorgal, Mehdi, Björn et d'autres vikings prennent la mer en direction du royaume d'Harald-à-la-dent-bleue pour y chercher Aaricia.
Très rapidement, à cause de son comportement, Björn est jeté par-dessus bord par le maître d'équipage.
Lors d'une mutinerie, Thorgal, Mehdi et Enyd se retrouvent sur un bateau de naufragés saxons où ils n'ont pas d'eau. Ils sont eux-mêmes sauvés par Sveynn, fils du roi Harald, mais faits prisonniers en vue d'être revendus comme esclaves.
Dans les cachots, ils tentent à plusieurs reprises de s'évader, sans succès. 
Devant leur courage et leur pugnacité, Harald décide de se servir d'eux et de son fils Sveynn, qu'il considère comme un bâtard, pour l'animation de son banquet...
Aaricia et Isoline tentent d'acheter un bateau mais n'ont pas assez d'argent. Elles se font engager comme cuisinières à la forteresse de Harald.

## Publications
- Le Lombard, avril 2019  (ISBN 978-2803672882)